# برج شهران
برج شهران، برج مسکونی شیشه ای ۳۰ طبقه در تبریز می‌باشد با ۱۰۰ متر ارتفاع. برج شهران بلندترین برج مسکونی استان آذربایجان شرقی و از بلندترین برج‌های ایران می‌باشد.

## امکانات و متعلقات
برج ۳۰ طبقه شهران با ارتفاع حدود ۱۰۰ متر شامل ۳ طبقه زیر زمین و ۲۷ طبقه بالای سطح زمین، یکی از بلندترین برجهای مسکونی تبریز و آذربایجان می‌باشد. در ۳ طبقه زیرزمین برج با گنجایش ۱۹۵ واحد پارکینگ و انباری، یک طبقه لابی (همکف) با کاربری عمومی شامل مهد کودک، کافی نت، فروشگاه داخلی، سالن اجتماعات و ۲۵ طبقه مسکونی با گنجایش ۱۹۰ واحد آپارتمانی به مساحت مفید ۱۱۰ الی ۲۸۰ متر مربع می‌باشد. در زیر زمین سوم این برج علاوه بر پارکینگ و انباری، مجموعه تأسیسات مکانیکی برج و نیز مجموعه کامل استخر با امکانات رفاهی لازم طراحی گردیده است. طبقه آخر برج جهت فرود هلی‌کوپتر طراحی گردیده است.

## ویژگی‌های فنی سازه
سازه برج شهران قاب بتنی با دیوارهای برشی می‌باشد که بر روی رادیه مسلح به ضخامت ۲،۵ متر در زیر برج اصلی و ضخامت ۱،۲ متر در زیر سازه فرعی (پارکینگ‌ها و موتورخانه و استخر) استقرار می‌یابد. ابعاد ستون‌ها از ۱،۲ در ۱،۲ متر در زیر زمین سوم تا ۰،۷ در ۰،۷ متر در طبقات انتهایی تغییر می‌نماید. این سازه بر اساس ضوابط ساختمان‌های مقاوم در برابر زلزله و با نرم‌افزارهای به روز محاسباتی و بر اساس آیین‌نامه‌های معتبر طراحی گردیده است. همچنین مطالعات لرزه‌خیزی خاص ساختگاه، برخی از داده‌های طراحی را فراهم نموده است.
جهت ساخت سازه پروژه از ۳،۰۰۰ تن آرماتور، ۲۱،۰۰۰ متر مکعب بتن شامل ۷،۵۶۰ تن سیمان، ۲۱،۰۰۰ تن ماسه، ۱۸،۵۰۰ تن شن با سطح قالب‌بندی ۹۰،۰۰۰ متر مربع استفاده شده است. با توجه به نوع سقف‌های پروژه که از نوع کامپوزیت انتخاب شده است، ۶۵۰ تن آهن‌آلات نیز در ساخت سازه مورد مصرف قرار گرفته است.